# Premiata Forneria Marconi
Premiata Forneria Marconi är ett italienskt progressivt rockband, som var verksamma under större delen av 1970-talet, och har senare ofta återförenats. 
De var verksamma även under senare hälften av 1960-talet under namnet Quelli, och gav under detta namn ut flera singelskivor samt även ett album. Namnet Premiata Forneria Marconi ("Marconis prisbelönta bageri" på svenska) tog de efter att ha fått sponsring av ett lokalt bageri med samma namn. Det förkortas ofta av praktiska skäl PFM. 
1972 gav de ut sitt första album under det nya namnet, Storia di una minuto. Snart hade King Crimsons texförfattare och musikaliska vägledare Peter Sinfield fått nys om dem, vilket resulterade i ett samarbete där han skrev engelska texter åt dem med hjälp av fonetisk skrift, och företog små, men distinkta förändringar i arrangemangen. Bandet ville dock gärna göra sina italienska fans till viljes, och spelade därför in de följande skivorna både i en engelsk och en italiensk version. Sålunda är Per un amico och Photos of Ghosts i stort samma skiva, liksom L'isola di niente och The World Became the World. 
Med plattan Chocolate Kings från 1977 övergav bandet sin tidigare progressiva inriktning, och antog ett mer poprockigt sound. 
Deras musik kan genomgående beskrivas som ljus och optimistisk. Under den tidiga progressiva perioden hade de ett självständigt sound som förutom den typiska rock-sättningen (bas, trummor, gitarr, synth och  sång) även innefattade stråkinstrument och tvärflöjt. Bandet är även känt för sitt samarbete med den legendariske singer-songwritern Fabrizio De André tillsammans med vilken PFM gav ut bland annat två liveskivor.

## Diskografi (i urval)
- Storia di un Minuto (1972)
- Per Un Amico (1972)
- Photos of Ghosts (1973)
- L'Isola di Niente (1974)
- The World Became the World (1974)
- Live in USA (aka Cook) (1974)
- The Award-Winning Premiata Bakery (samling) (1976)
- Chocolate Kings (1976)
- Jet Lag (1977)
- Passpartù (1978)
- In Concerto - Arrangiamenti PFM (1979) (med Fabrizio De André)
- In Concerto - Arrangiamenti PFM, Vol 2 (1980) (med Fabrizio De André)
- Serendipity (2000)
- Live in Japan (2002)
- Piazza del Campo (2004)
- Stati di immaginazione (2006)
- A.D. 2010 - La buona novella (2010)
- PFM in Classic – Da Mozart a Celebration (2013)
- Emotional Tattoos (2017)
- I Dreamed of Electric Sheep - Ho sognato pecore elettriche (2021)